# Baryproctus turanicus
Baryproctus turanicus är en stekelart som beskrevs av Telenga 1936. Baryproctus turanicus ingår i släktet Baryproctus och familjen bracksteklar. Inga underarter finns listade.